# 小川真奈
小川真奈（1993年7月2日—），前為日本埼玉縣出身之歌手。目前她是SPACE CRAFT所屬的女子組合Canary俱樂部「CAN'S班」成員之一。

## 演出作品
※主角及主要人物以粗體識別。

### 電視動畫
2006年
- 砂沙美魔法少女俱樂部（岩倉砂沙美）

2008年
- 虎子（弐街道火繼）

2009年
- 恋爱班长（北神未海）

2021年
- 燒窯的話也要馬克杯（小泉真美）

## 外部連結
- Canary俱樂部 （页面存档备份，存于）
- 舊Canary俱樂部官方日誌
- Canary俱樂部官方日誌
- Canary俱樂部個人資料 （页面存档备份，存于）
- 小川真奈のラジオティーネイジブルース
- 小川真奈オフィシャルウェブサイト